# Andrij Hołowko (piłkarz)
Andrij Wałentynowycz Hołowko (ukr. Андрій Валентинович Головко; ur. 5 sierpnia 1977) – ukraiński piłkarz, grający na pozycji napastnika.

## Kariera piłkarska

### Kariera klubowa
Wychowanek Szkoły Piłkarskiej Dnipro-75 Dniepropetrowsk. W 1995 rozpoczął karierę piłkarską w farm klubie Metałurh Nowomoskowsk. Również grał na wypożyczeniu w Nywie Winnica, w składzie której 13 marca 1996 debiutował w Wyższej Lidze w meczu z Zirką Kirowohrad. Dopiero 20 lipca 1996 debiutował w podstawowej jedenastce Dnipra. Potem został wypożyczony do CSKA Kijów i Worskły Połtawa. Na początku 2002 przeszedł do Metalista Charków. Następnie występował w klubach Illicziweć Mariupol, Borysfen Boryspol, Boreks-Borysfen Borodzianka, Nywa Winnica (ponownie). W pierwszej połowie 2005 występował w kazachskim FK Aktöbe, ale nie zagrał żadnego meczu i latem przeszedł do Zorii Ługańsk. W styczniu 2007 zakończył karierę piłkarską w Arsenale Kijów. Potem też walczył z Zorią Ługańsk o zaległa wypłatę.

### Kariera reprezentacyjna
W latach 1996–1997 występował w młodzieżowej reprezentacji Ukrainy. Z juniorską reprezentacją Ukrainy zdobył 3. miejsce na juniorskich mistrzostwach Europy w 1994.

## Sukcesy i odznaczenia

### Sukcesy klubowe
- brązowy medalista Mistrzostw Ukrainy: 2001
- mistrz Perszej Lihi: 2006

### Sukcesy reprezentacyjne
- brązowy medalista Mistrzostw Europy U-16: 1994